# Tuggummit
"Tuggummit" är en sång från 1981 skriven av Pugh Rogefeldt. Den finns med på hans album Het (1981), men utgavs även som singel samma år.
Låten tog sig in på Heta högen.

## Låtlista
Alla låtar är skrivna av Pugh Rogefeldt.
1. "Tuggummit"
2. "Vikings"

### Fotnoter
1. 1 2  ”"Tuggummit"”. Svensk mediedatabas. http://smdb.kb.se/catalog/search?q=pugh+rogefeldt+tuggummit&sort=OLDEST. Läst 19 januari 2013.
2. ↑  ”Listplaceringar”. Pugh.adicon.se. http://pugh.adicon.se/pugh_listor.htm. Läst 19 januari 2013.